# Aéroport Carcassonne Occitanie Sud de France
L'aéroport de Carcassonne - Occitanie Sud de France (anciennement aéroport de Carcassonne-Salvaza) est un aéroport de la région Occitanie (faisant partie de l'ancienne région Languedoc-Roussillon) situé à Carcassonne, dans l'Aude. Il est appelé « aéroport Sud de France » par la région et « aéroport de Carcassonne en Pays Cathare » par le département.

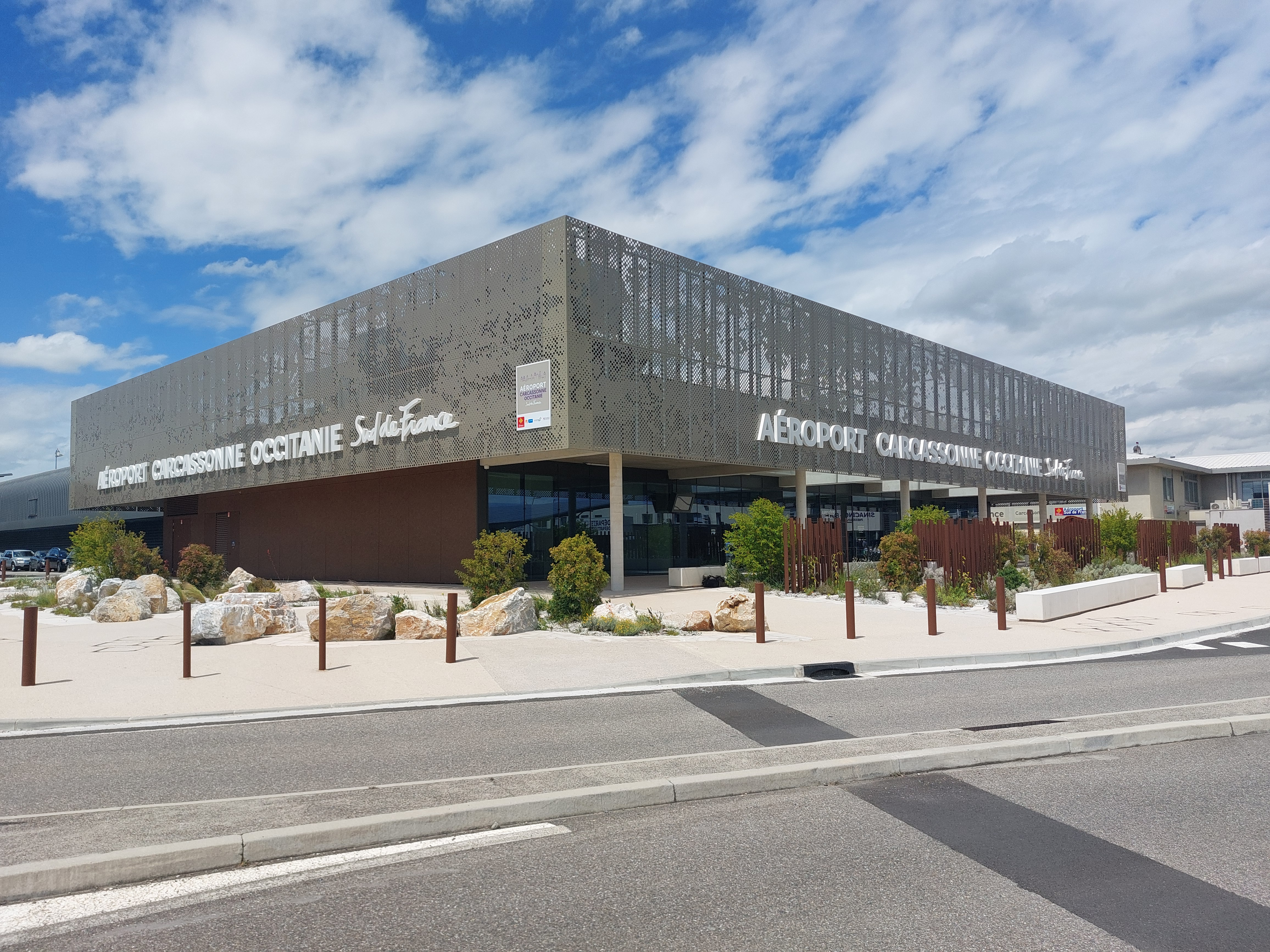
Façade de l'aérogare en 2024.

L'aéroport était propriété de l’État français avant son transfert à la région Languedoc-Roussillon en 2007. Il a été exploité par la Chambre de commerce et d'industrie de Carcassonne puis par Transdev (anciennement Veolia Transport) de mai 2011 à décembre 2019. Depuis le 1er Janvier 2020, sa gestion est confiée à la Société publique locale aéroportuaire régionale (SPLAR).
Le trafic s'élève à environ 20 000 mouvements d'avions par an, dont une moyenne de sept vols commerciaux par jour. En 2014 c'est le 23e aéroport de France et le 3e de la région Occitanie quant au trafic passagers. La compagnie Ryanair exploite les vols commerciaux depuis juin 1998, et transporte en 2013 quasiment 100 % des passagers.
Cet aéroport est ouvert au trafic national et international commercial non régulier, aux avions privés, aux IFR et aux VFR.
Installé dans l'enceinte de l'aéroport depuis 1970, le Service d'exploitation de la formation aéronautique (SEFA), intégré en 2011 à  l'École nationale de l'aviation civile (ENAC), forme des pilotes de lignes et des instructeurs.

## Évolution de l'exploitation
Ouverte le 28 mai 1970, la liaison Carcassonne - Paris-Orly n'est plus exploitée depuis le 11 juin 2001, à la suite de la liquidation judiciaire de l'exploitant, Air Liberté. Peu rentable, elle n'avait pas trouvé de repreneur, les passagers pouvant gagner Paris à partir de Perpignan, Toulouse ou encore Montpellier.
La compagnie low-cost Ryanair, qui a lancé le 4 juin 1998 une liaison vers Londres, puis a ouvert des lignes vers Charleroi le 26 avril 2001 et Dublin le 8 avril 2005, a considérablement renforcé son implantation à partir de 2006. Dix nouvelles lignes ont été créées entre le 9 février 2006 et le 30 juin 2010. Quatre lignes non rentables ont cependant fermé le 16 mars 2010. À partir de 2013, Ryanair est en situation de quasi-monopole, transportant presque 100 % des passagers. En 2016, Air Nostrum a cessé ses vols vers l’Espagne et, en octobre 2017, la compagnie Atlas Atlantique Airlines a cessé ses vols vers l'Algérie. Ryanair est depuis la seule compagnie de vols réguliers.  

En 2017, 37 vols commerciaux ont dû être déroutés à cause de la météo (manque de visibilité du fait d'un plafond nuageux trop bas). Pour éviter cela , le 23 mai 2019 , une nouvelle procédure d'approche utilisant le GPS a été mise en place pour atterrir piste 28.

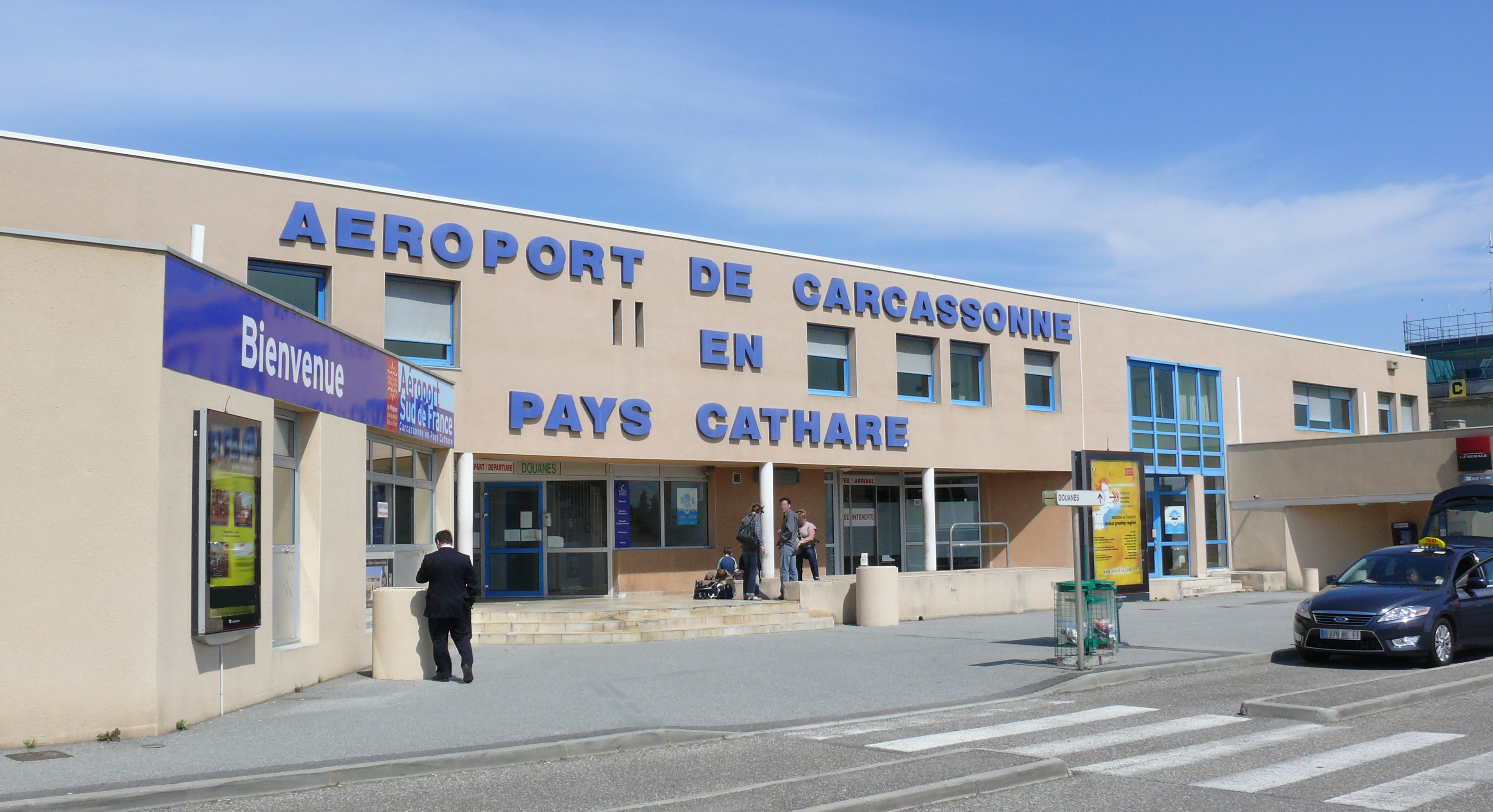
Aérogare en 2010 sous l'appellation "Aéroport de Carcassonne en Pays Cathare".
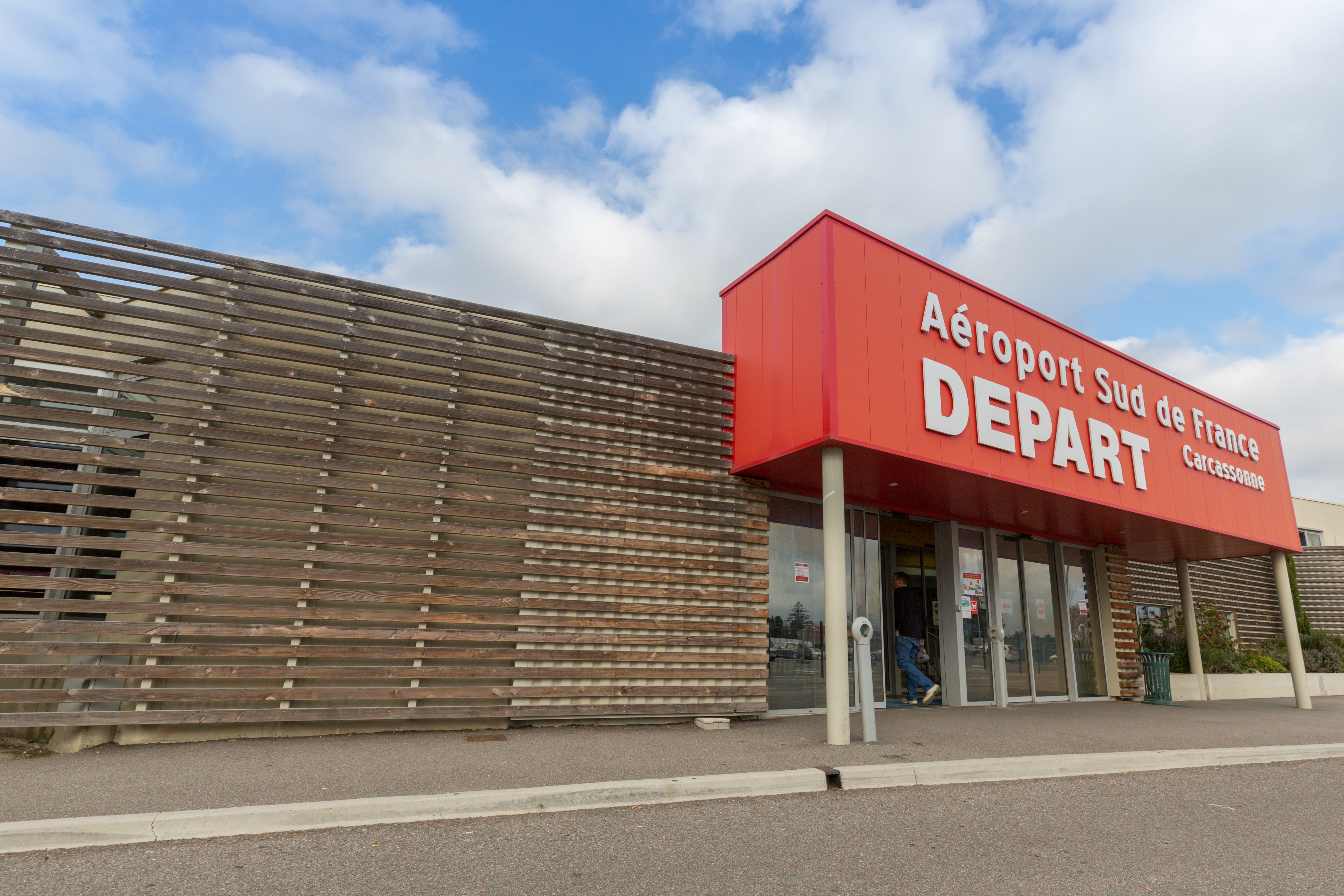
Aérogare en 2020 sous l'appellation "Aéroport Sud de France Carcassonne".
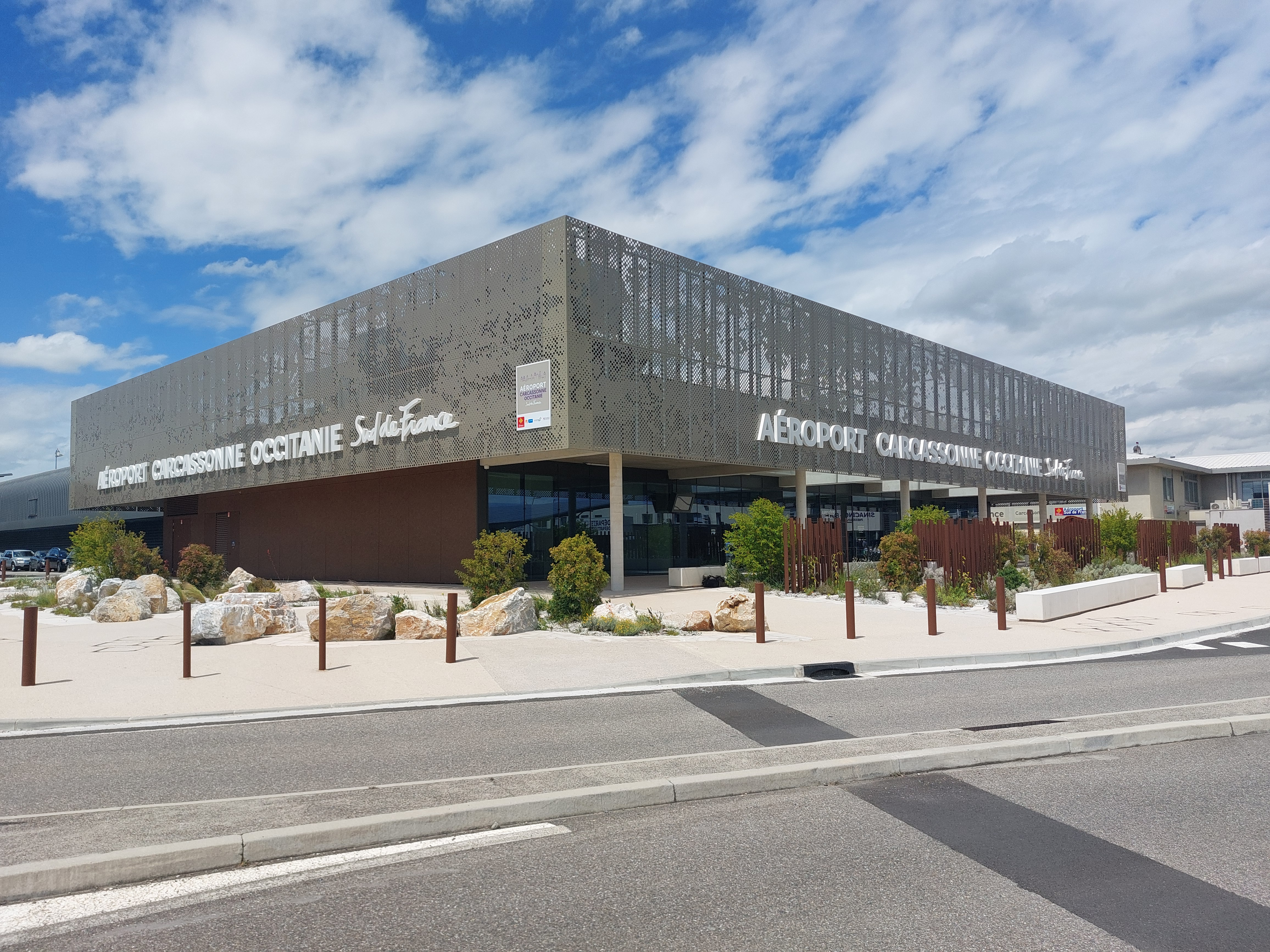
Aérogare en 2024 sous l'appellation "Aéroport de Carcassonne Occitanie Sud de France".
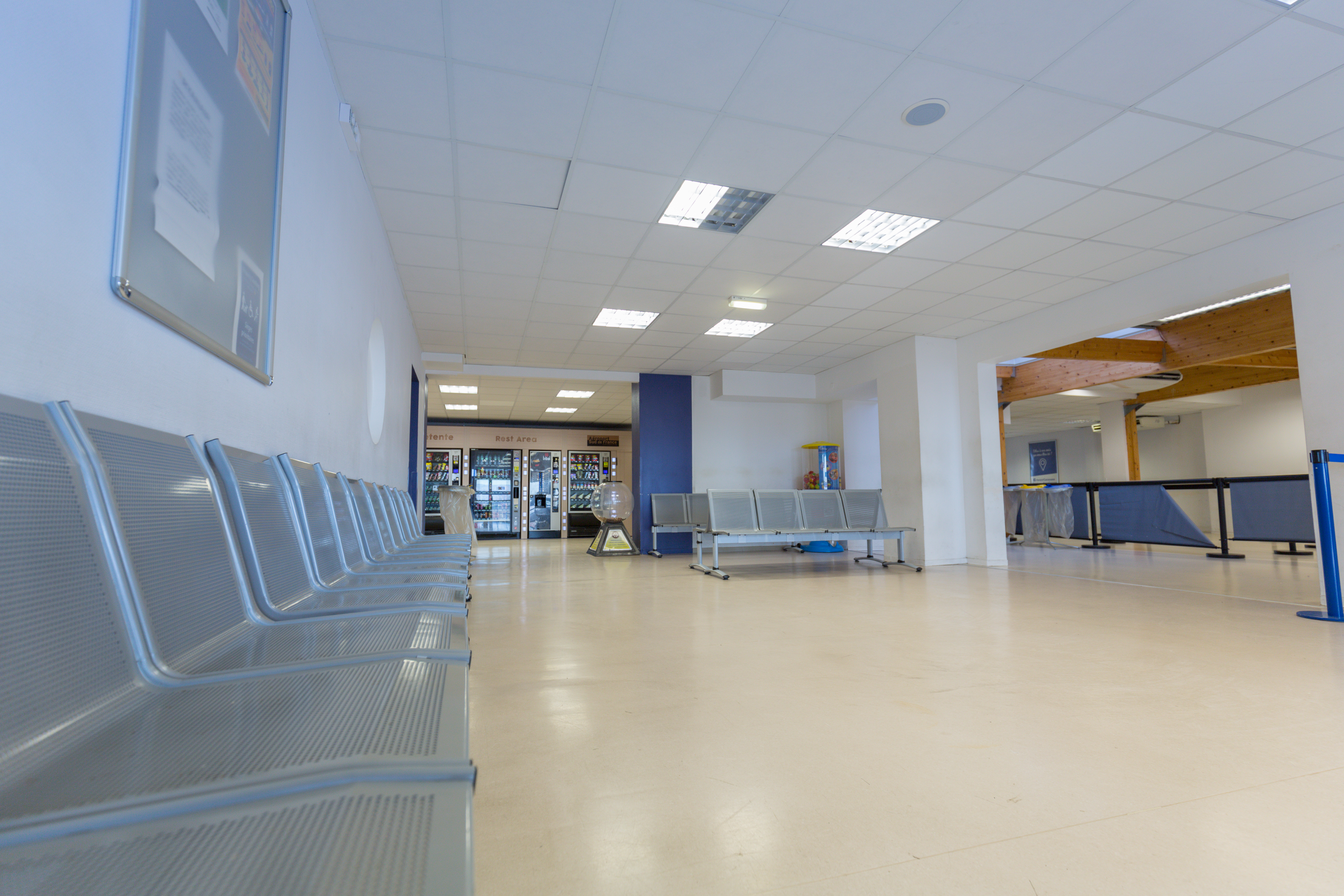
Salle d'embarquement Aéroport de Carcassonne en 2024.
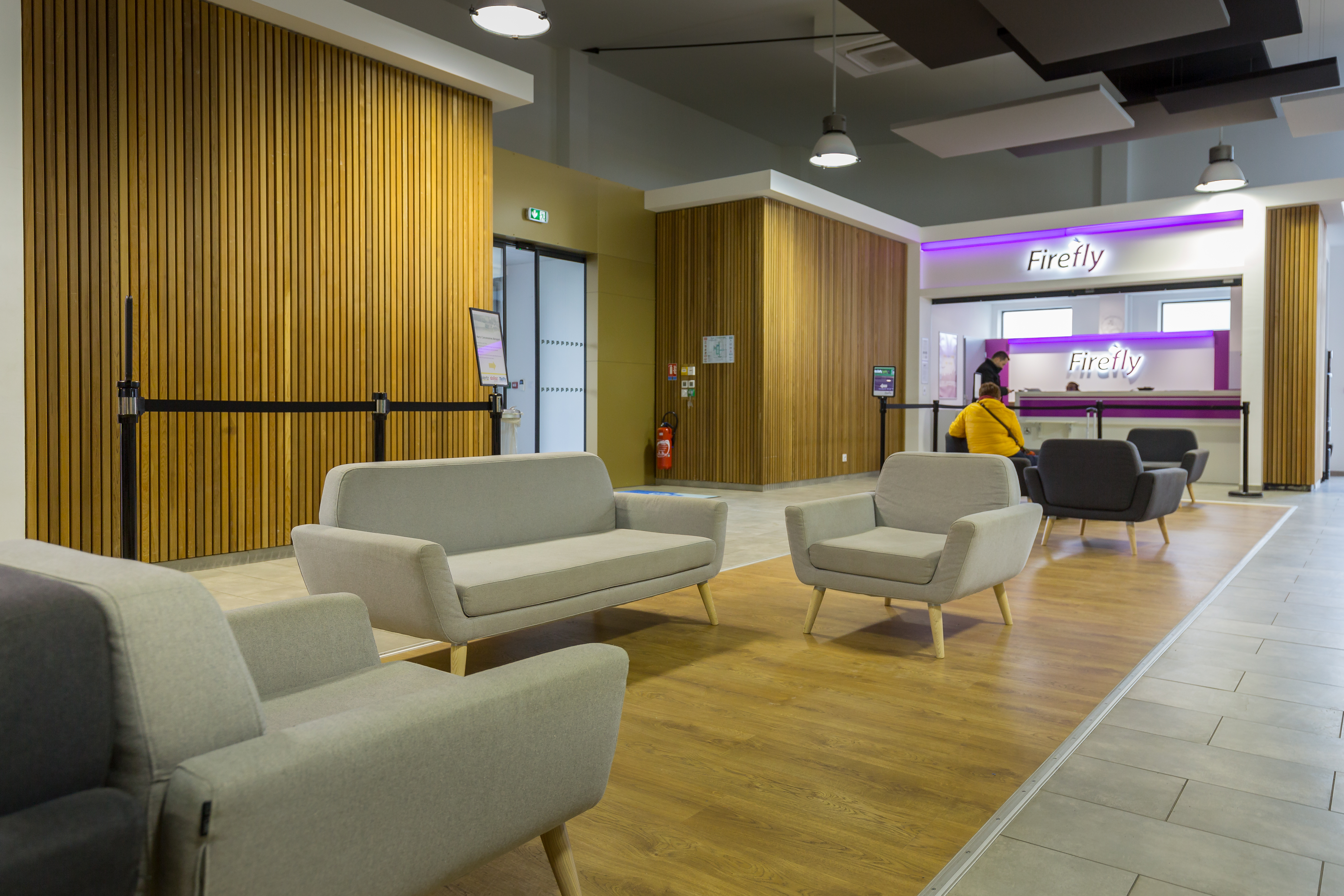
Bureau de location de véhicules de l'aéroport en 2024.
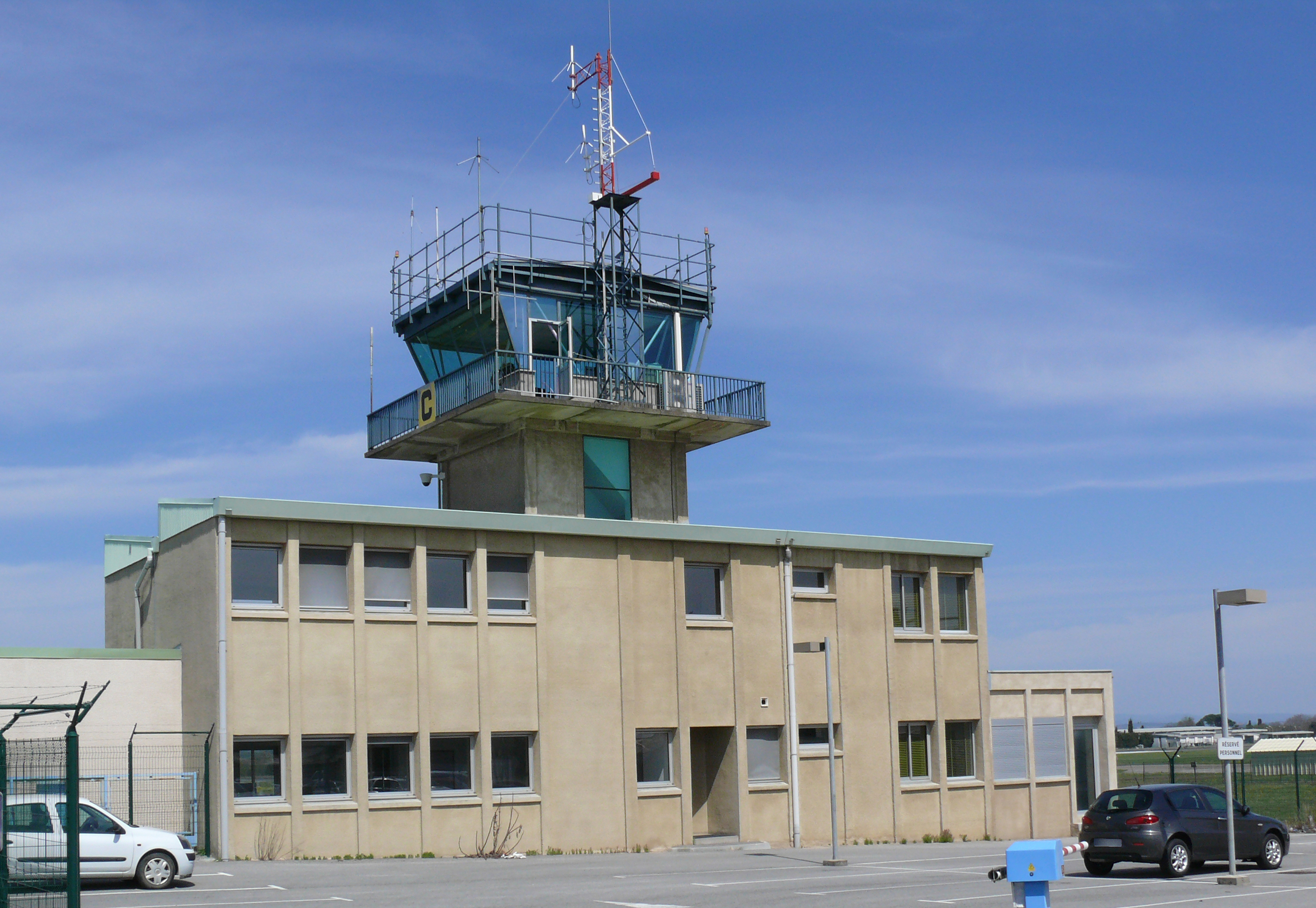
La tour de contrôle de l'aéroport en 2010.
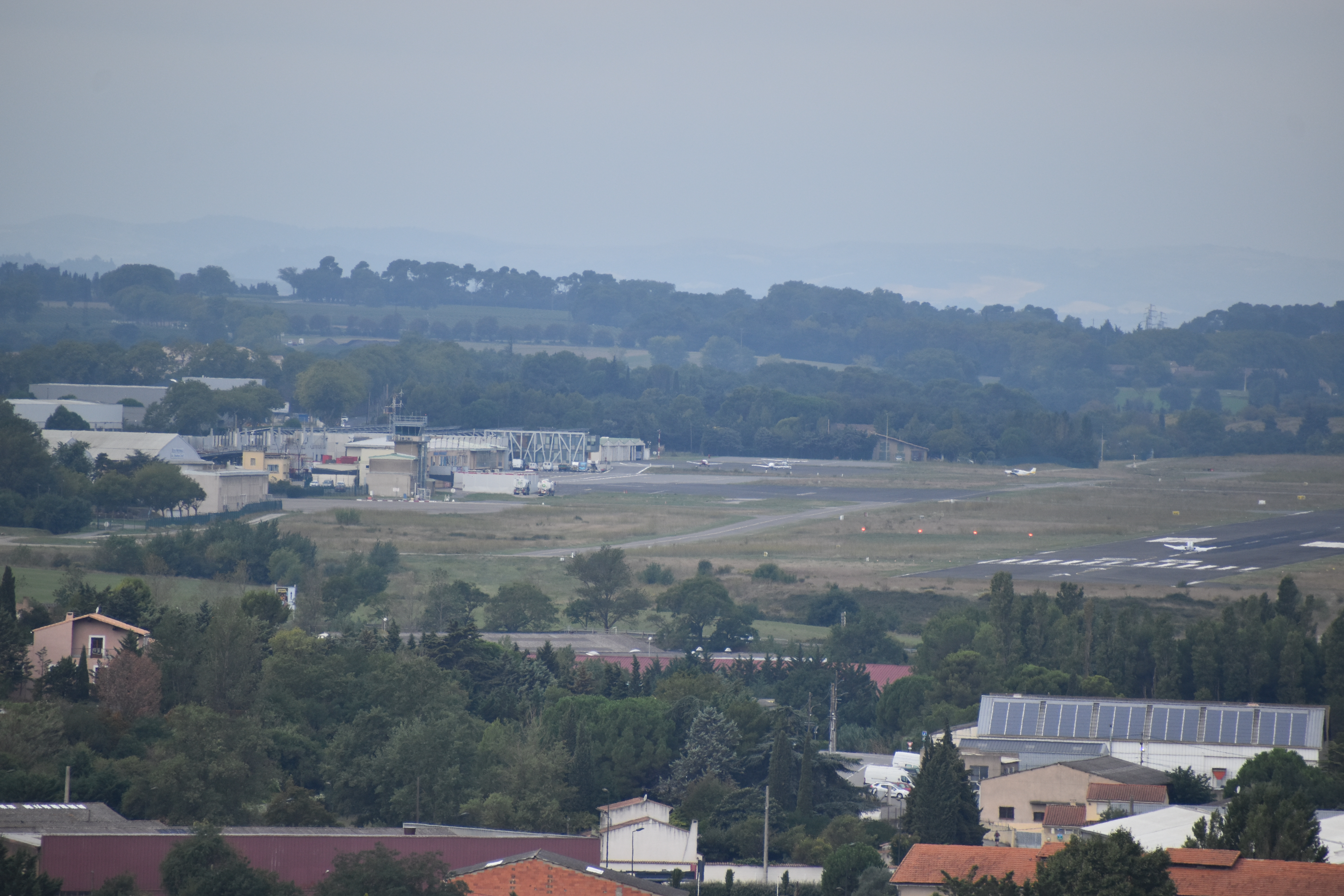
Panorama sur l'aéroport vu depuis le haut du clocher de Église Saint-Vincent de Carcassonne en 2021
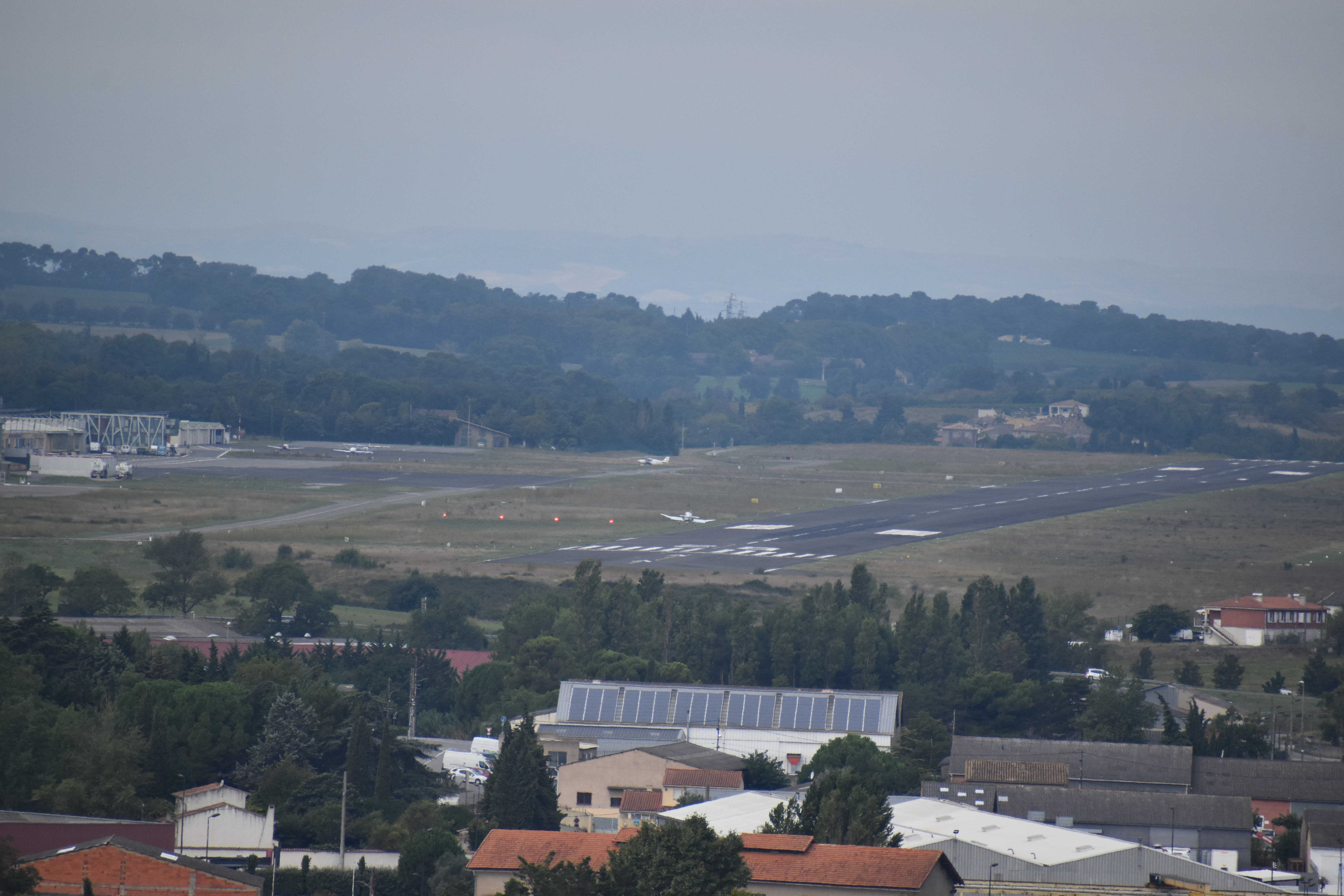
Panorama sur la piste d'atterrissage 28 vu depuis le haut du clocher de Église Saint-Vincent de Carcassonne en 2021

## Compagnies aériennes et destinations
| Compagnies | Destinations |
| ---------- | --- |
| Ryanair    | Charleroi Bruxelles-Sud, Londres-Stansted, Manchester En saison : Bournemouth, Cagliari, Cork, Dublin, East Midlands, Porto-F. Sá-Carneiro, Tanger |

Actualisé le 30/12/2023
| \| 20 km1:2 341 000 \| Albi · Le Sequestre Montauban Millau · Larzac Cassagnes · Bégonhès Villefranche-de-Rouergue Mende · Brenoux Nogaro Condom · Valence-sur-Baïse Cahors · Lalbenque Figeac · Livernon Lasbordes Muret-Lherm · Saint-Gaudens · Montréjeau Bagnères · de-Luchon Pamiers · Les Pujols Saint-Girons · Antichan Castelnaudary · Villeneuve Lézignan · Corbières Alès · Cévennes Toulouse · Blagnac Francazal · Auch · Gers Castres · Mazamet Rodez · Aveyron Tarbes · Lourdes · Pyrénées Brive · Souillac Carcassonne · Salvaza Montpellier · Méditerranée Béziers · Cap d'Agde Nîmes · Garons Perpignan · Rivesaltes |
| 20 km1:2 341 000 |

### Anciennes destinations
1. Alicante (Espagne) avec Air Nostrum Ibéria : 2015-2016;
2. Alger (Algérie) avec Atlas Atlantique Airlines : 2016-2017;
3. Billund (Danemark) avec Ryanair : ligne saisonnière (printemps et été) 2012-2014;
4. Bournemouth (Angleterre) avec Ryanair : 2012-2014;
5. Edimbourg (Ecosse) avec Ryanair: 2006-2010 et 2017-2020;
6. Eindhoven (Pays-Bas) avec Ryanair : ligne fermée en 2015;
7. Francfort (Allemagne) avec Ryanair : 2009-2010;
8. Leeds (Angleterre) avec Ryanair : 2010-2011;
9. Oran (Algérie) avec Atlas Atlantique Airlines : 2015-2017;
10. Paris-Beauvais (France) avec Ryanair : décembre 2012-2013;
11. Paris-Orly (France) avec Europe Aéro Service, TAT (en 1975, TAT affrétait une Corvette SN-601 à Air Languedoc[7]), Aigle Azur, Régional Airlines et Air Liberté: 1970-2001[8],
12. Shannon (Irlande) avec Ryanair: 2008-2012.

### Évolution du trafic
| Année | Passagers | Dont compagnies à bas prix | Mouvements |
| ----- | --------- | -------------------------- | ---------- |
| 1998  | 88 390    | -                          | -          |
| 1999  | 37 929    | -                          | -          |
| 2000  | 108 636   | -                          | 27 324     |
| 2001  | 200 913   | -                          | 42 829     |
| 2002  | 189 221   | -                          | 39 946     |
| 2003  | 252 705   | -                          | 33 519     |
| 2004  | 273 708   | 272 203                    | 35 306     |
| 2005  | 339 505   | 339 505                    | 23 499     |
| 2006  | 426 798   | 426 798                    | 24 216     |
| 2007  | 466 305   | 466 305                    | 22 331     |
| 2008  | 444 702   | 444 702                    | 28 874     |
| 2009  | 452 158   | 452 158                    | 30 159     |
| 2010  | 392 940   | 392 465                    | 24 320     |
| 2011  | 366 993   | 367 855                    | 23 702     |
| 2012  | 395 361   | 394 367                    | 25 291     |
| 2013  | 432 712   | 431 423                    | 23 150     |
| 2014  | 413 724   | 412 104                    | 23 405     |
| 2015  | 390 182   | 388 597                    | 19 879     |
| 2016  | 392 148   | 381 399                    | 19 271     |
| 2017  | 398 716   | 391 173                    | 18 897     |
| 2018  | 375 400   | 374 150                    | 24 178     |
| 2019  | 351 982   | 351 210                    | 22 866     |
| 2020  | 75 631    | 75 202                     | 14 378     |
| 2021  | 86 916    | 86 517                     | 7 722      |
| 2022  | 279 275   | 278 632                    | 11 752     |
| 2023  | 322 767   | 322 632                    | 27 616     |
| 2024  | 311 048   | 310 698                    | 23 122     |

L'aéroport a connu une croissance quasi ininterrompue depuis son ouverture jusqu'en 2007 (hormis en 2002, car l'aéroport a été fermé durant un mois (du 28 février au 28 mars) pour le rallongement de la piste.
L'aéroport de Carcassonne enregistre une baisse régulière d'activité entre 2009 et 2011 puis une reprise légère : entre 2011 et 2014, le trafic est en hausse de + 5,3 %.

## Un aéroport en zone urbaine

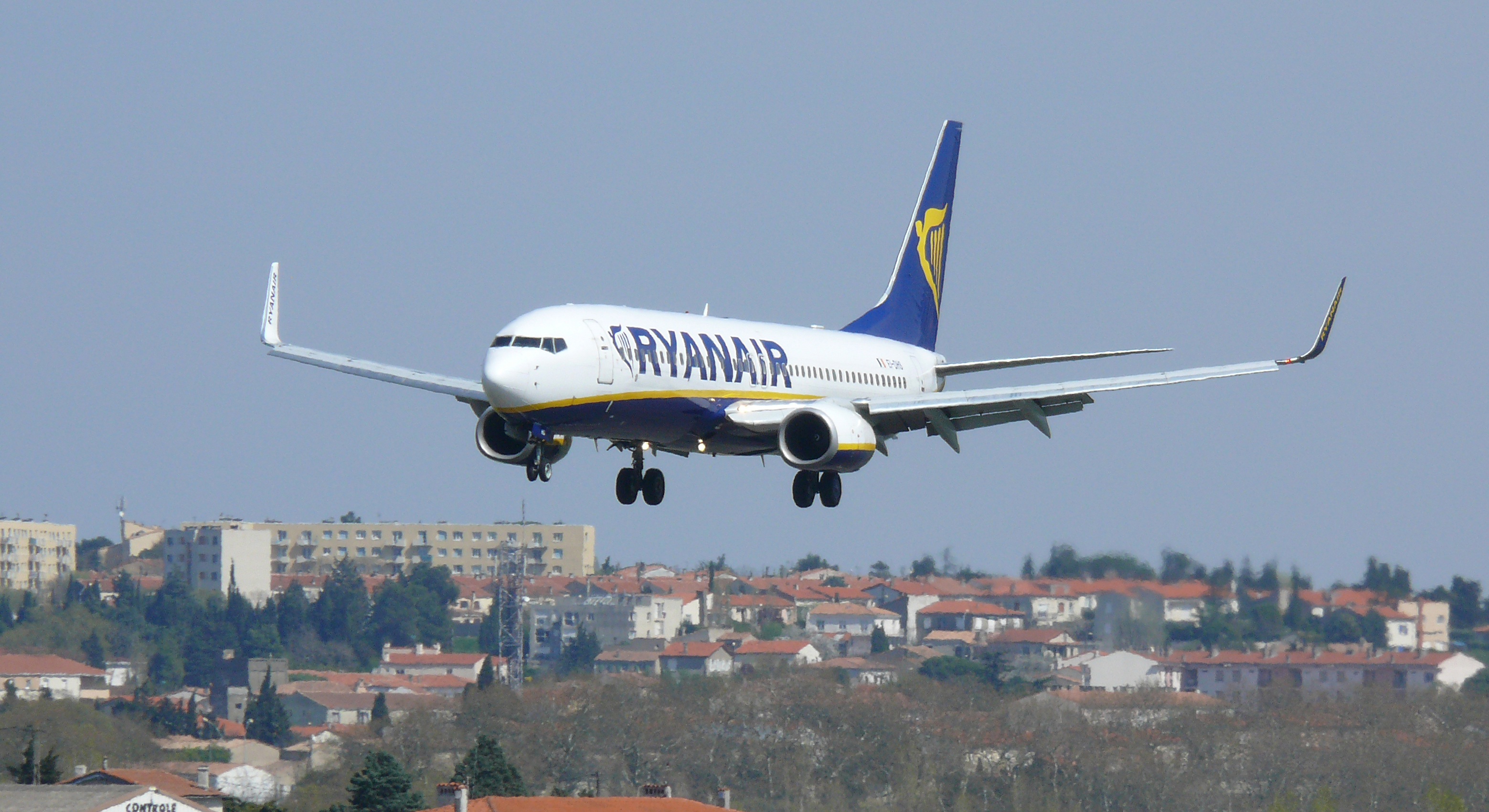
Boeing 737 Ryanair en finale, piste 28.

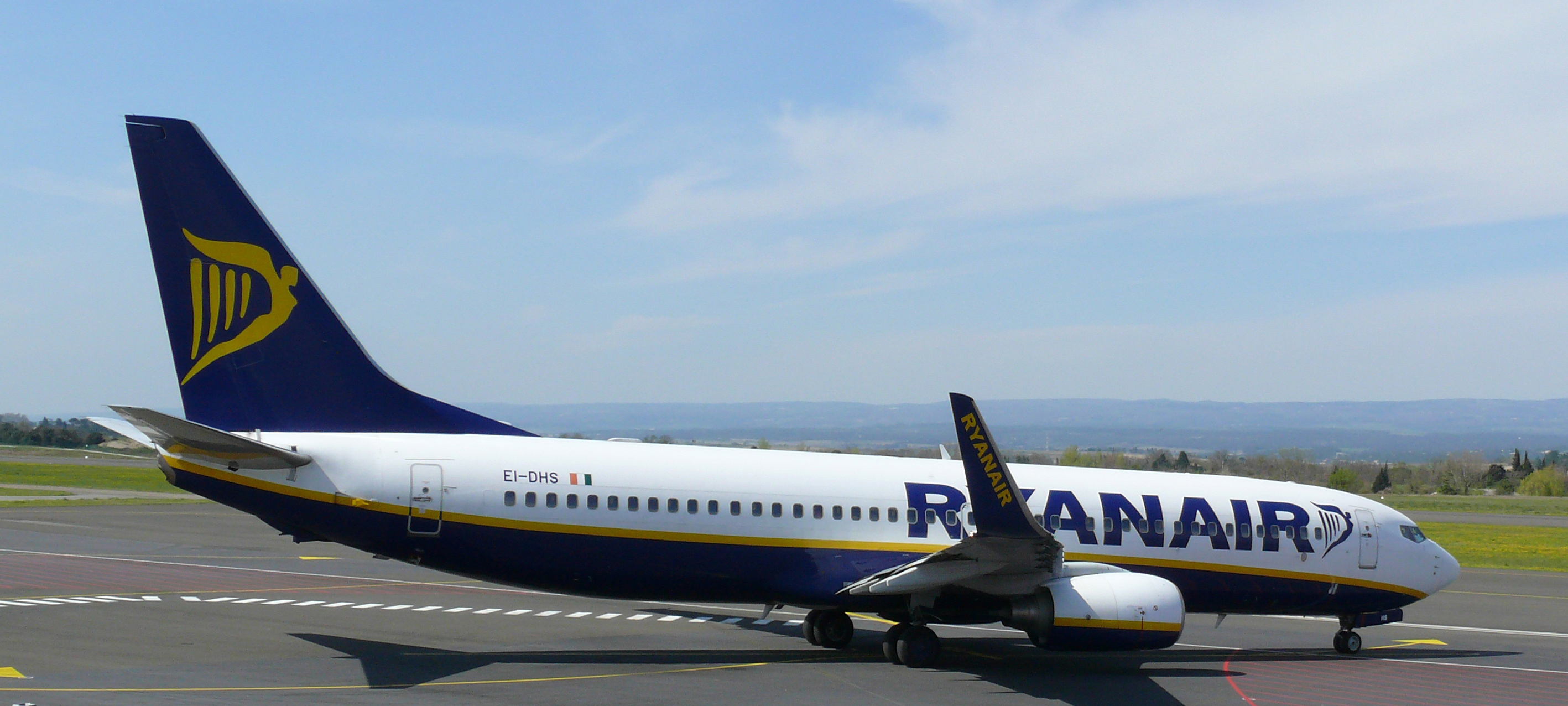
Boeing 737 Ryanair sur le tarmac de Carcassonne.

Le seuil de piste 28 est à 2,5 km du centre-ville de Carcassonne. En finale avant l'atterrissage, les avions doivent suivre une portion de ligne droite sur leur trajectoire de descente. Par vent d'ouest, les avions survolent à faible hauteur la ville en particulier à l'atterrissage,. Cela concerne 60 % des atterrissages.

### Plan d'exposition au bruit
La préfecture de l'Aude a mis en place un Plan d'exposition au bruit (PEB) qui concerne cinq communes (Carcassonne, Arzens, Caux-et-Sauzens, Pennautier et Villesèquelande) et de la Communauté d'agglomération du Carcassonnais.
Dans ce plan, 4 zones sont définies : 
- zone A de gêne très forte (supérieur à 70 décibels) :
- zone B de gêne forte (supérieur à 62 dB)
- zone C de gêne modérée (supérieur à 55 dB)
- zone D de gêne faible (supérieur à 50 dB).

La Commission Consultative de l’Environnement de l’aéroport participe à toutes révisions ou modifications du Plan d’Exposition au Bruit.

## Accidents
Le 30 août 2001, un Cessna 421 s’est écrasé quelques minutes après son décollage. Lorsque le moteur droit a pris feu, le pilote a tenté de revenir à l'aéroport. Puis l'appareil explosa et se crasha dans les vignes. Prisonniers des flammes, les six occupants de l’appareil ont été blessés, dont deux grièvement brulés : le pilote et une jeune technicienne de l’hôpital. L'appareil transportait une équipe médicale qui se rendait à Toulouse pour tester un nouveau scanner.
Le 6 août 2004, un avion du centre de formation de pilote s'est écrasé sur le versant nord du pic d'Embrosse sur la commune de Saint-Martin-Lys, après avoir heurté une ligne à haute tension de 20 000 volts. L'accident a fait deux morts.
Le 6 février 2023, un avion léger, avec à son bord un pilote de 63 ans, s'était écrasé après le décollage  dans un champ, juste après la piste de l'aéroport de Carcassonne. Les experts du BEA ont estimé que « la faible expérience de vol du pilote sur ce type d’avion ainsi que son incapacité à maintenir la vitesse minimale de vol » peuvent expliquer cet accident.

## Pélicandrome
L'aéroport accueillait des trackers pour la surveillance estivale anti-incendie des feux de forêts à Carcassonne. Basés depuis 2016 à l'Aéroport de Nîmes–Garons, il a été reconverti en pélicandrome, servant notamment de base pour la lutte contre l'Incendie du massif des Corbières de 2025,.

## Meeting aérien
Le meeting aérien Des étoiles et des ailes, créé par l'association éponyme en 2014 sur l'aéroport Toulouse-Francazal se délocalisa pour des raisons de sécurité sur l'aéroport de Carcassonne en septembre 2024. Une nouvelle édition est prévue en 2026,.

## L’impact économique de l'aéroport de Carcassonne
D'après l'étude commandée par la Région Languedoc-Roussillon en 2013, les passagers de l'aéroport de Carcassonne en 2012 ont dépensé 111 millions d'euros en Languedoc-Roussillon et 116 millions d'euros au total. L'Aude obtient 60 % des dépenses soit 67 millions d'euros. L'Hérault et les Pyrénées-Orientales obtiennent respectivement 28 et 14 millions d'euros de dépenses. La ville de Carcassonne bénéficie de plus de la moitié des retombées de l'Aude soit 34 millions d'euros.
La plateforme aéroportuaire héberge 20 entreprises qui emploient 156 personnes. L'aéroport apporterait au département de l'Aude 400 emplois directs et indirects et 1 065 emplois directs, indirects, induits et catalytiques.

### Une activité soutenue par des subventions publiques
Ryanair a été en situation de monopole à l’aéroport de Carcassonne entre 2001 et 2015. À Carcassonne, on parle de 4 millions d'aide marketing, à quoi s'ajoute une participation au budget de l'aéroport de 3 millions d'euros. Globalement, l'aéroport a bénéficié, entre 2000 et 2010, de 11 millions d'euros de subventions versées par la Région Languedoc-Roussillon, le Conseil Général de l'Aude, la ville de Carcassonne et Carcassonne Agglo.
En septembre 2011, la région annonce un investissement de 55 millions d’euros pour moderniser l’aéroport entre 2011 et 2018. Cet investissement se répartit entre la région (70 %), l’agglomération de Carcassonne (10 %), l’agglomération de Narbonne (10 %) et le conseil général de l'Aude (10 %). En 2012-2013, la caserne pour le Service de sauvetage et de lutte contre l'incendie d'aéronefs (SSLA) est modernisée pour un coût de 1,2 million d’euros.
En 2007, la Chambre régionale des comptes s'interroge sur la valeur juridique des engagements de la Chambre de commerce et d'industrie de Carcassonne-Limoux-Castelnaudary : « ce sont des contrats juridiquement contestables ». Le rapport publié le 20 juillet 2007 propose une formule laissant douter des véritables contreparties qu’offre Ryanair. « L’ampleur des aides versées à l’unique client, la compagnie Ryanair, trouverait ainsi sa justification dans les retombées économiques locales de l’aéroport. »
Publiée en juillet 2017, la 1re étude sur les retombées socio-économiques du transport aérien en région Occitanie établit que chaque euros public investi rapporte 29 € de PIB dans l'ex-Languedoc-Roussillon. 
En septembre 2017, un conseil de développement aéroportuaire sera créé pour la région Occitanie afin de mettre en œuvre la stratégie de la région pour assurer la compétitivité des dix aéroports de la région.
Depuis le 1er  janvier 2020, la Société Publique Locale Aéroportuaire Régionale (SPLAR) assure la gestion des aéroports de Carcassonne-Salvaza et de Perpignan-Rivesaltes, dans le cadre d'un contrat de délégation de service public de 10 ans. En janvier 2021, l'aéroport de Tarbes-Lourdes-Pyrénées les rejoint dans cette même structure, présidée par Guy Esclopé (conseiller régional de l'Ariège) et dont la région Occitanie détient 62% du capital.
Commencé en mars 2021, le nouveau terminal en construction de la nouvelle jetée pouvant accueillir 4 avions simultanément ainsi que des salles d'embarquements et d'arrivées repensées, devrait être mis en fonction avant la saison estivale 2022,.

### Position officielle de la Commission européenne sur les aides d'Etat à l'aéroport de Carcassonne
En novembre 2011, Air France a déposé plainte auprès de la Commission européenne concernant les mesures d'aides mises en œuvre par l'aéroport envers Ryanair. D'autres plaintes ont été déposées à propos d'autres aéroports régionaux (Pau, Nîmes...).
Le 4 avril 2012, la Commission européenne a annoncé l'ouverture d'une enquête approfondie sur des subventions reçues par l'aéroport de Carcassonne.
À l’issue de cette enquête, la Commission européenne a sollicité des informations complémentaires auprès des autorités françaises, notamment afin de confirmer la capacité de l'aéroport estimée à 500.000 passagers par an.
En 2014, la Commission Européenne a défini les nouvelles lignes directrices sur les aides d’État aux aéroports et aux compagnies aériennes. Elles prévoient pour « les aéroports dont le trafic de passagers annuel est inférieur à 700 000 personnes, la Commission réexaminera après quatre ans les perspectives de rentabilité de cette catégorie d'aéroport afin de déterminer si des règles spécifiques sont nécessaires pour apprécier la compatibilité des aides au fonctionnement qui leur sont accordées avec le marché intérieur. »